# Björka
Björka är kyrkbyn i Björka socken i Sjöbo kommun, strax väster om Sjöbo. I byn finns Björka kyrka som är byggd på medeltiden. Söder om byn ligger det militära övningsområdet Björka övningsfält. Namnet på kyrkbyn skrevs 1332 Birkä. Det innehåller birki, 'björkbestånd'.